# موقع لحفظ النصوص
مواقع حفظ النصوص نوع من تطبيقات الويب الذي يتيح لأي شخص تخزين نصوص عادية. يستخدم غالباً لنشر ومشاركة أكواد صغيرة بهدف مراجعة الكود عبر خدمة آي آر سي.

## أمثلة

### بيستبين
أنشئ موقع بيستبين في 2002، وبعد ثماني سنوات وصل إلى مليون منشور نشط في 2010. في فبراير 2010 قام بول ديكسون مؤسس الموقع ببيعه إلى جيرون فادر وبعد عدة أسابيع قام المالك الجديد بتحديث الموقع وأطلق نسخة جديدة بالكامل وسماها V2.0، في بداية 2011 أطلقت نسخة جديدة V3.0.
في أكتوبر 2011 تجاوز عدد المنشورات الفعالة 10 مليون. خلال أقل من عام، في يوليو 2012 نشر مالك الموقع تغريدة على تويتر يعلن فيه أن الموقع تجاوز 20 مليون منشور فعال.
خلال احتجاجات فنزويلا 2014 قامت الحكومة بحجب الموقع في فنزويلا بسبب قيام النشطاء باستخدامه لنشر ومشاركة المعلومات.